# Maurizio Landini
Maurizio Landini (Castelnovo ne' Monti, 7 agosto 1961) è un sindacalista italiano, dal 24 gennaio 2019 segretario generale della CGIL.
Dal 1º giugno 2010 al 15 luglio 2017 è stato segretario generale della Federazione Impiegati Operai Metallurgici FIOM. In precedenza è stato segretario della FIOM di Reggio Emilia, dell'Emilia-Romagna, e di Bologna, prima di entrare a far parte della Segreteria nazionale dove si è occupato in particolare dell'Ufficio sindacale.

## Biografia
Nato a Castelnovo ne' Monti, Maurizio Landini è il penultimo di cinque figli. Il padre Guerrino (Vetto, 1925 - Castelnovo ne' Monti, 2013), attivo durante la Resistenza, svolgeva l'attività di cantoniere, la madre Bruna Garofani (Vetto, 1928 - San Polo d'Enza, 2017) era casalinga. Cresciuto a San Polo d'Enza, dopo le scuole medie si iscrisse a un istituto per geometri, ma fu costretto ad abbandonare la scuola dopo due anni per contribuire al sostentamento familiare, trovando occupazione in un'azienda metalmeccanica in qualità di apprendista saldatore.
Iscritto al Partito Comunista Italiano (PCI) a soli vent'anni, inizia a fare attività sindacale e diventa delegato sindacale della FIOM, a partire dalla metà degli anni ottanta si impegnò a tempo pieno all'interno della struttura sindacale di appartenenza, iniziando l'itinerario che lo avrebbe portato, venticinque anni dopo, a raggiungere il vertice dell'organizzazione. Il 24 gennaio 2019 viene eletto segretario generale della CGIL.

## Attività sindacale

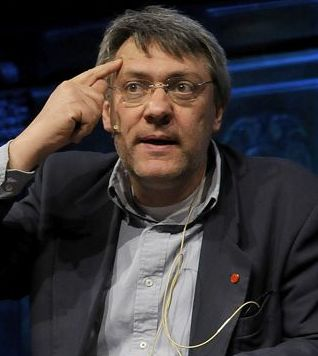
Maurizio Landini al Festival Internazionale del Giornalismo di Perugia

Landini è stato un funzionario della Federazione Impiegati Operai Metallurgici di Reggio Emilia e poi suo segretario generale. Successivamente, è stato eletto segretario generale della FIOM dell'Emilia-Romagna e di quella di Bologna. Il 30 marzo 2005 Landini è stato eletto nella segreteria nazionale della FIOM, il sindacato dei metalmeccanici della Confederazione Generale Italiana del Lavoro (CGIL).
In qualità di segretario nazionale è stato responsabile del settore degli elettrodomestici e di quello dei veicoli a due ruote. Ha condotto trattative con imprese quali Electrolux, Indesit Company e Piaggio. A questi incarichi si è aggiunto quello di responsabile dell'Ufficio sindacale che lo ha portato a seguire a stretto contatto con l'allora segretario generale, Gianni Rinaldini, le trattative per il rinnovo del contratto dei metalmeccanici nel 2009.
Sempre con l'incarico di responsabile dell'Ufficio sindacale, Landini è stato il responsabile della delegazione FIOM nelle trattative per il rinnovo dei contratti nazionali delle imprese aderenti alla Unionmeccanica-Confapi e di quello delle imprese artigiane.
Durante il XVI Congresso della CGIL svolto tra il 2009 e il 2010, Landini ha sostenuto il documento "La CGIL che vogliamo" alternativo a quello presentato dal segretario Epifani.
Nel 2011 ha pubblicato per Bompiani – con Giancarlo Feliziani – Cambiare la fabbrica per cambiare il mondo - la FIAT, il sindacato, la sinistra assente, un libro-intervista nel quale ripercorre l'intera vicenda FIAT, il rapporto con Marchionne, quello con gli altri sindacati e con il mondo della politica.
Durante il XVII Congresso della CGIL, insieme alla maggioranza dell'area programmatica "La CGIL che vogliamo", Landini sceglie di non presentare una mozione alternativa ma di presentare degli emendamenti al documento della segretaria Susanna Camusso.
Il 15 luglio 2017 Landini lascia la carica di segretario della FIOM ed entra a far parte della Segreteria Nazionale della CGIL; la nomina era stata precedentemente approvata (con 166 sì, 7 no e 1 astenuto) dall'Assemblea Generale della CGIL l'11 luglio. Il 24 gennaio 2019 viene eletto segretario generale della CGIL con il 92,7 percento dei consensi.
Nel febbraio 2023 propone di introdurre sul modello inglese in Italia la settimana corta di 4 giorni, a parità di stipendio, per redistribuire i profitti e i guadagni di produttività derivanti dalla Rivoluzione tecnologica.
Il 18 marzo 2023, al XIX Congresso della CGIL, viene riconfermato segretario generale con il 94,2% dell'Assemblea nazionale contro il 5,8% (16 voti contrari).

## Il caso Ilva

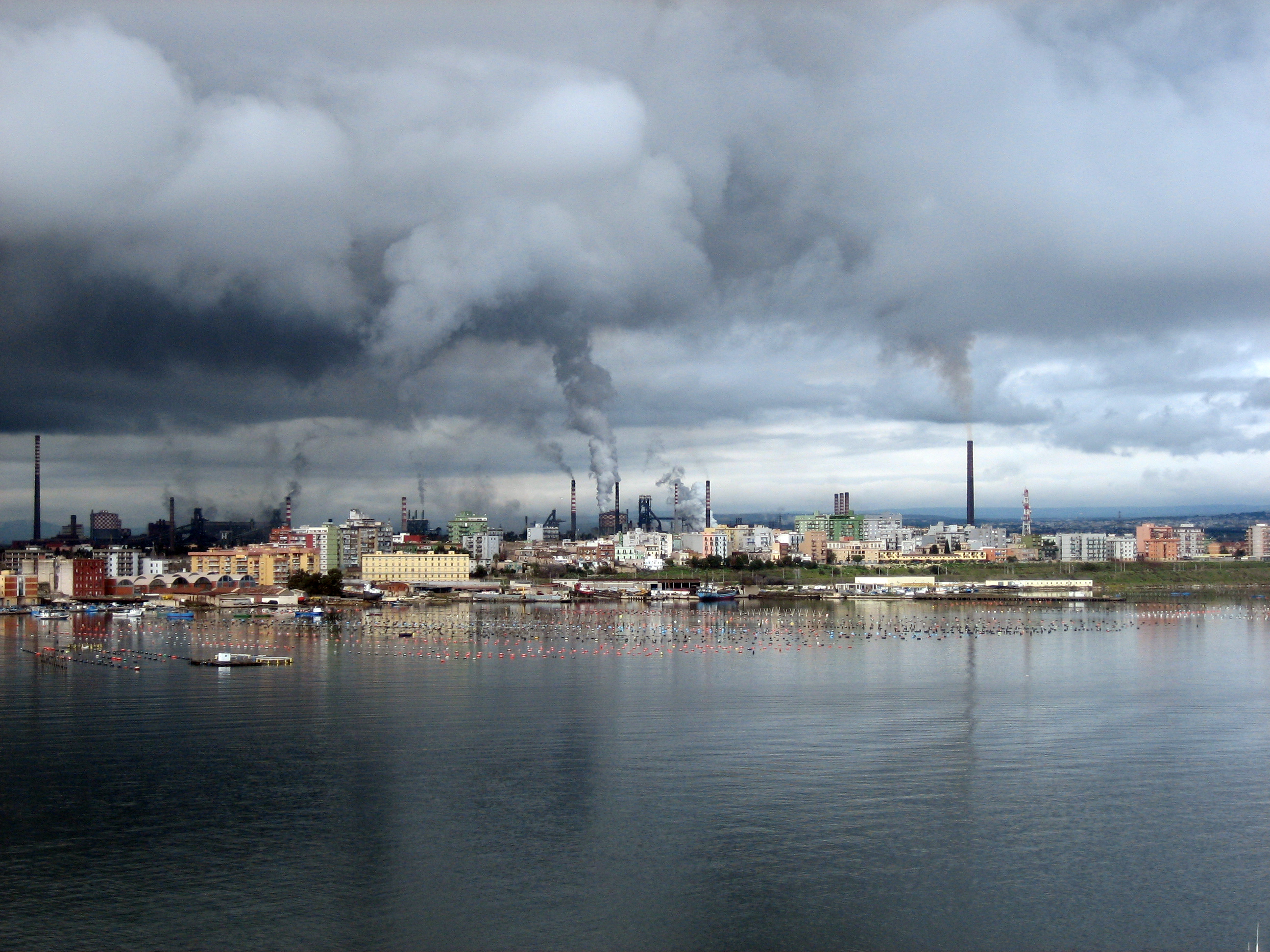
Gli stabilimenti ILVA di Taranto (2007)

Il 26 luglio 2012 il GIP del Tribunale di Taranto, Patrizia Todisco, titolare dell'indagine che vede il vertice Ilva accusato di gravissimi reati legati all'inquinamento dell'ambiente e all'avvelenamento della popolazione della città ionica, ordina il sequestro di sei impianti dell'area a caldo del locale siderurgico (parco minerali, cokerie, agglomerato, altoforni, acciaierie, gestione rottami ferrosi). I lavoratori escono dai cancelli e si dirigono verso la Prefettura del capoluogo ionico; al termine della giornata vengono allestiti blocchi presso le principali arterie stradali urbane ed extra-urbane (dureranno per i successivi due giorni). Il 27 luglio Maurizio Landini è a Taranto per chiarire la posizione della sua organizzazione: esprime sostegno all'azione della magistratura e avanza ad ILVA la richiesta di realizzare tutti gli investimenti necessari a mettere a norma lo stabilimento. Il suo intervento, tenuto all'interno dei cancelli della fabbrica davanti a diverse migliaia di lavoratori, riceve gli applausi dei presenti.
Per il 2 agosto le tre sigle confederali indicono quattro ore di sciopero in tutti gli stabilimenti ILVA e convocano un corteo con comizio finale a Taranto. Pochi minuti dopo aver iniziato a parlare Maurizio Landini viene interrotto da un gruppo composto da ultras, centri sociali, COBAS ed ex dirigenti FIOM. I contestatori, accorsi nella centrale Piazza della Vittoria al seguito di un'Ape-car, in particolare imputano alla FIOM l'inopportunità della scelta di manifestare insieme a chi, come la Uilm, nei giorni precedenti aveva manifestato solidarietà nei confronti dei dirigenti Ilva arrestati. In realtà la piattaforma di convocazione dell'iniziativa non esprimeva alcuna censura nei confronti dell'azione dei giudici. Landini denuncia: «A me risulta che tra coloro che hanno tentato di impedirmi di parlare ci fosse un gruppo di ex iscritti alla Cgil ora confluito nella Fim. Non voglio nemmeno immaginare che degli iscritti alla Fim volessero togliermi il microfono per questo motivo».
L'8 agosto, in una conferenza stampa tenuta presso la Camera del Lavoro di Taranto, il segretario della FIOM annuncia l'intenzione della sua organizzazione di avviare una vera e propria vertenza sindacale sugli investimenti ambientali nel siderurgico di Taranto; inoltre segnala la volontà dei metalmeccanici della CGIL di costituirsi parte civile in caso di rinvio a giudizio degli indagati, come già fatto di recente in un caso analogo. La posizione della FIOM assume ancora maggiore risalto a partire dal 13 agosto, quando l'organizzazione decide di non aderire allo sciopero di due ore indetto per quello e i successivi tre giorni da FIM e UILM a seguito della decisione del GIP di revocare a Bruno Ferrante, presidente del CdA ILVA, l'incarico di custode degli impianti posti sotto sequestro, come disposto invece l'8 agosto dal Tribunale del Riesame.
Landini in questa occasione dichiara: «Non abbiamo ritenuto utile scioperare contro la magistratura non solo perché è sbagliato ma perché le leggi, la loro applicazione, la difesa di un lavoro con diritti e quindi con una sua dignità, sono l'obiettivo su cui tutte le forze dovrebbero convergere e lavorare». La distanza da FIM e UILM viene ribadita in occasione della visita dei ministri Corrado Clini e Corrado Passera a Taranto il 17 agosto: a conclusione del confronto coi membri del governo, Maurizio Landini ed Elena Lattuada (segreteria nazionale CGIL) tengono una conferenza separata dai vertici delle altre due organizzazioni, confermando l'intenzione della FIOM di aprire la vertenza sulla messa a norma degli impianti.

## Premi e riconoscimenti
Premio alla Legalità 2022 Fondazione Antonino Caponnetto 2022
Premio giornalistico Archivio Disarmo "Colombe d'Oro per la Pace" 2023